# ذاكرة النسخ

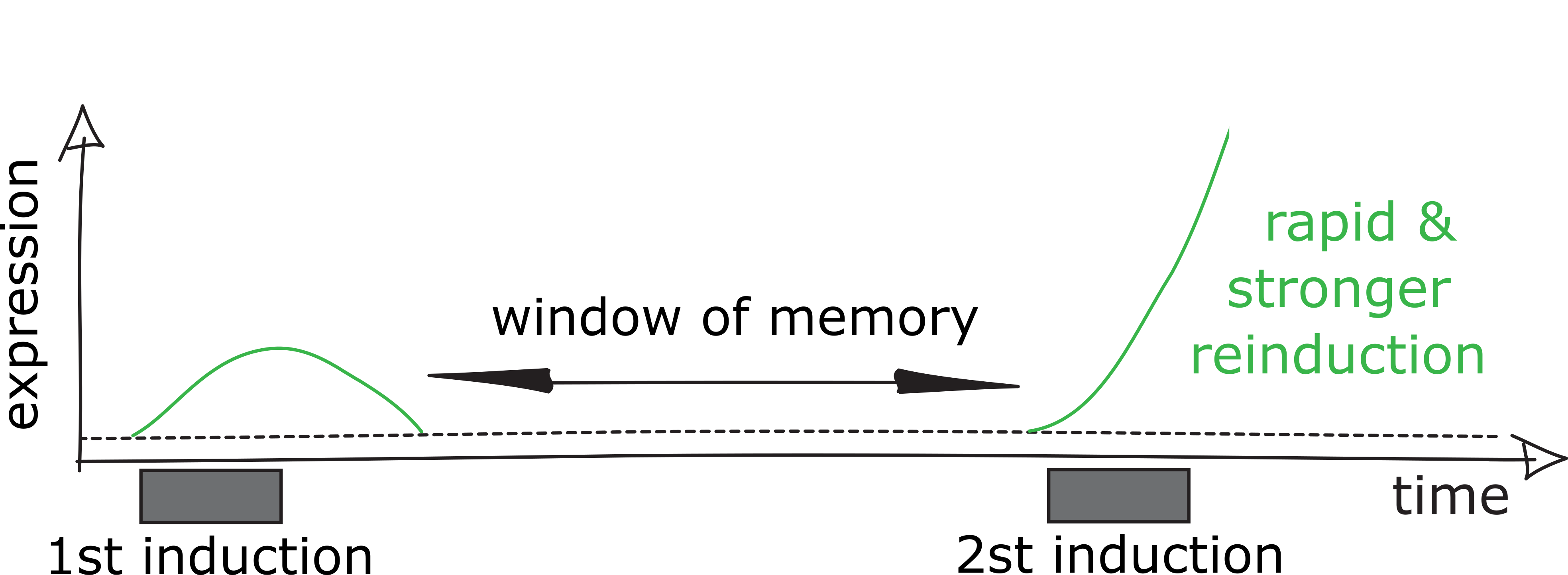
مبدأ ذاكرة النسخ. ينتج عن نبضة محفز (فتيلة) التعبير عن الجينات المستهدفة، والتي تنحسر عند الإنسحاب. خلال فترة عدم الإستقراء (نافذة الذاكرة)، تحافظ بعض الجينات على حالة متوازنة ولكنها صامتة نسبيًا مما ينتج عنه تنشيط جيني أقوى عند التحدي الثاني.

ذاكرة النسخ هي ظاهرة بيولوجية، أُكتُشفت في البداية في الخميرة، حيث تُظهر الخلايا التي تحضَّرت بإشارة معينة معدلات متزايدة من التعبير الجيني بعد إعادة التنبيه في وقت لاحق. أُثبِت حدوث هذا الحدث: في الخميرة أثناء النمو في الجالاكتوز وتجويع الإينوزيتول؛ نباتات أثناء الإجهاد البيئي. في خلايا الثدييات أثناء إل بي أس والإنترفيرون الحث. أظهر العمل السابق أن بعض خصائص الكروماتين قد تساهم في حالة النسخ المتوازنة التي تسمح بإعادة الحث بشكل أسرع. وتشمل هذه: نشاط عوامل النسخ المحددة، الاحتفاظ بـ بوليميرازالرنا 2عند محفزات الجينات المتوازنة، نشاط معقدات إعادة تشكيل الكروماتين، إنتشار إتش3كاي4أم إي2 وإتش 3 كاي 36 أم إي 3 تعديلات هيستون، شغل متغير هيستون إتش3.3، بالإضافة إلى ربط مكونات المسام النووية. علاوة على ذلك، تبين أن كوهيسن المرتبط محليًا يمنع إنشاء ذاكرة النسخ في الخلايا البشرية أثناء تحفيز الإنترفيرون جاما.